# Ángel Madrazo Ruiz
Ángel Madrazo Ruiz (Santander, Cantàbria, 30 de juliol de 1988) és un ciclista espanyol, professional des del 2009. Actualment corre a l'equip Burgos-BH. En el seu palmarès destaca una victòria d'etapa a la Volta a Espanya de 2019.

## Palmarès
- 2008
  - Vencedor d'una etapa al Circuito Montañés
- 2013
  - Vencedor de la classificació dels esprints i la muntanya al Tour of Britain
- 2015
  - 1r a la Clàssica d'Ordizia
- 2016
  - Vencedor d'una etapa de l'Étoile de Bessèges
- 2019
  - Vencedor d'una etapa del Volta a Espanya

### Resultats a la Volta a Espanya
- 2011. Abandona (18a etapa)
- 2015. 44è de la classificació general
- 2016. Abandona (14a etapa)
- 2019. 119è de la classificació general. Vencedor d'una etapa
- 2020. 43è de la classificació general